# كأس الاتحاد الإنجليزي 2010–11
كأس الاتحاد الإنجليزي 2010–11 (بالإنجليزية: 2010–11 FA Cup)‏ هو الموسم 130 من  كأس الاتحاد الإنجليزي. الذي يشرف على تنظيمه الاتحاد الإنجليزي لكرة القدم، وكان عدد الأندية المشاركة فيه  759، وفاز فيه مانشستر سيتي.